# Walbottle
Walbottle est un village du Tyne and Wear, en Angleterre. Il est situé dans l’ouest du comté.

## Personnalité
- Robert Hawthorn (1796-1867), industriel, y est né.